# エド・シグペン
エド・シグペン（Ed Thigpen、1930年12月28日 – 2010年1月13日）は、アメリカ合衆国のジャズ・ドラマー。1956年から1959年までビリー・テイラー・トリオと共演し、1959年から1965年までオスカー・ピーターソン・トリオに在籍した。

## 略歴
イリノイ州シカゴに生まれ、カリフォルニア州ロサンジェルスに育つ。父ベン・シグペン(1908〜71)は、1930年代から1940年代にかけて16年間、アンディ・カークと活動を共にしたドラマーであった。アート・ファーマーやデクスター・ゴードン、チコ・ハミルトンに同じく、トマス・ジェファーソン・ハイスクールに学んだ。
ニューヨークで職業演奏家としての活動に入り、1951年から1952年までサヴォイ・ボールルームにおいて、クーティ・ウィリアムス楽団と共演した。ダイナ・ワシントンやギル・メレ、オスカー・ペティフォード、エディ・ヴィンソン、ポール・キニシェット、アーニー・ウィルキンス、チャーリー・ラウズ、レニー・トリスターノ、ユタ・ヒップ、ジョニー・ホッジス、ドロシー・アシュビー、バド・パウエル、ビリー・テイラーとの共演を経て、1959年にトロントでハーブ・エリスと入れ代わりにオスカー・ピーターソン・トリオに入団した。1961年にはテディ・エドワーズと録音を行なっている。
ピーターソン・トリオを退団後の1966年に、ヴァーヴ・レコードにリーダー・アルバム『アウト・オブ・ザ・ストーム』を録音する。その後、エラ・フィッツジェラルドと1967年から1972年まで演奏ツアーに出た後、デンマークの市民権を得てコペンハーゲンに永住し、同地でアリス・バブスやケニー・ドリュー、エディ・ロックジョー・デイヴィス、アーニー・ウィルキンス、スヴェント・アスムッセン、クラーク・テリー、ミルト・ジャクソン、モンティ・アレキサンダー、サド・ジョーンズらと共演を重ねた。パーカッシブ・アーツ・ソサエティの殿堂入りを果たしている。
コペンハーゲンで短期間入院した後、2010年1月に静かに息を引き取った。デンマークで埋葬された。

## ディスコグラフィ

### リーダー・アルバム
- 『アウト・オブ・ザ・ストーム』 - Out of the Storm (1966年、Verve)
- Action-Re-Action (1974年、Sonet)
- Explosive Drums (1974年、Black & Blue) ※オムニバス・アルバム。「Heritage」で参加
- 『ヤング・メン&オールズ』 - Young Men and Olds (1990年、Timeless)
- Easy Flight (1990年、Stunt) ※エド・シグペン・アンサンブル名義
- Mr. Taste (1992年、Justin Time) ※エド・シグペン・トリオ名義
- 『マスカレード・イズ・オーバー』 - Masquerade Is Over (1996年、Meldac) ※エド・シグペン〜トリオ・シュープリーム名義
- 『イッツ・エンターテインメント』 - It's Entertainment (1998年、Stunt)
- 『ジ・エレメント・オブ・スウィング』 - The Element of Swing (2002年、Stunt) ※エド・シグペン・リズム・フィーチャーズ名義
- 『スリー・インパクト』 - Three Impacts (2002年、Meldac) ※エド・シグペン〜トリオ・シュープリーム名義
- #1 (2004年、Stunt) ※エド・シグペン・スキャンテット名義
- 『ア・タイム・フォー・ラヴ』 - A Time For Love (2013年、Stunt) ※エド・シグペン〜トリオ・シュープリーム名義